# Jessey Meng
Jessey Meng (chinesisch 孟廣美 / 孟广美, Pinyin Mèng Guǎngměi; * 17. August 1967 in Taipei) ist eine taiwanische Schauspielerin und Model.

## Leben
Mengs Laufbahn als Schauspielerin begann 1997, als sie ihre erste Rolle in einen Film erhielt. 2006 spielte sie regelmäßig in der Serie Shen diao xia lu mit. 2008 erhielt sie zum zweiten Mal eine Rolle in einem sich an ein internationales Publikum richtenden Film, Die Mumie: Das Grabmal des Drachenkaisers.

## Filmografie
- 1997: Red Corner – Labyrinth ohne Ausweg (Red Corner)
- 1998: Behind the Headlines with Wen Tao (Fernsehserie)
- 2006: Shen diao xia lu (Fernsehserie)
- 2007: Magazine Gap Road
- 2008: Die Mumie: Das Grabmal des Drachenkaisers (The Mummy: Tomb of the Dragon Emperor)
- 2008: Ai qing hu jiao zhuan yi II: Ai qing zuo you
- 2008: Sing kung chok tse yee: Ngor but mai sun, ngor mai chi gung